# 羟基氧化铝
羟基氧化铝是一种无机化合物，化学式为AlO(OH)。它在自然界中以勃姆石和硬水铝石两种矿物的形式存在。硝酸铝和水合肼在pH≈5时于200℃发生水热反应，可以制得γ-AlOOH，它可以在600℃分解为γ-Al2O3。